# فايروس (مسلسل)
فايروس هو مسلسل عراقي، جاري إنتاجه، وهو من إخراج جمال عبد جاسم.

## قصة المسلسل
تدور أحداث المسلسل في إطار اجتماعي رومانسي، أبطاله طلاب جامعيون، والسلبيات التي يتعرضون لها بسبب سوء الاستخدام الخفي للتكنولوجيا.
رسل فتاة جامعية تقع في غرام أستاذها الدكتور وارث وتتوطد العلاقة بينهما تدريجيا، بينما هندرين على علاقة بلؤي، في حين تعاني نورس من ابتزاز دريد لها مقابل صورها التي لديه وهو شاب ضليع في اختراق الهواتف وابتزاز زملاؤه لكن نهايته لم تك متوقعة.

## الممثلون
- محمد هاشم
- مازن محمد مصطفى
- شروق الحسن
- أساور عزت
- عبير فريد
- أسيل عادل
- كرم ثامر
- حياة الشواك
- أزهار العسلي
- مصطفى داخل
- رغد خاتون
- رضاب أحمد
- أحمد نسيم
- أحمد الركابي
- بيسان الشواك
- أحمد المطيري
- كاظم عباس
- سهير صلاح
- أمير إحسان
- نزار السامرائي
- حامد الزبيدي
- عباس الشواك
- زيد الملاك